# رالف برانكا
رالف برانكا (بالإنجليزية: Ralph Branca)‏ هو لاعب كرة قاعدة وممثل أمريكي، ولد في 6 يناير 1926 في ماونت فيرنون في الولايات المتحدة، وتوفي في 23 نوفمبر 2016 في راي بروك في الولايات المتحدة.

## وصلات خارجية
- رالف برانكا على موقع IMDb (الإنجليزية)
- رالف برانكا على موقع قاعدة بيانات الفيلم (الإنجليزية)

- الموقع الرسمي
- رالف برانكا على موقع دوري كرة القاعدة الرئيسي (الإنجليزية)
- رالف برانكا على موقعبيزبول رفرنس.كوم (الدوري الرئيسي) (الإنجليزية)
- رالف برانكا على موقعبيزبول رفرنس.كوم (الدوري الثانوي) (الإنجليزية)
- رالف برانكا على موقع مشجعي الرسوم البيانية (الإنجليزية)